# Stepan Tereszczenko
Stepan Petrowycz Tereszczenko (ukr. Степан Петрович Терещенко, ros. Степан Петрович Терещенко, ur. 1897 we wsi Żuki w guberni połtawskiej, zm. ?) – działacz państwowy Ukraińskiej SRR.

## Życiorys
W 1922 został przewodniczącym rady wiejskiej w guberni połtawskiej, 1924-1926 pracował w towarzystwie rolniczym w guberni połtawskiej, od 1926 należał do WKP(b). W 1926 został sekretarzem odpowiedzialnym rejonowego komitetu KP(b)U w okręgu krzemieńczuckim, 1928-1930 uczył się w szkole budownictwa radzieckiego i partyjnego II stopnia w Połtawie, w 1933 ukończył studia na Wydziale Historycznym Wszechukraińskiego Instytutu Kształcenia Komunistycznego w Charkowie. W 1936 na rok objął stanowisko zastępcy dyrektora Kijowskiego Państwowego Instytutu Pedagogicznego, 1937-1938 był zastępcą dyrektora Instytutu Przemysłu Górniczego Akademii Nauk Ukraińskiej SRR, później instruktorem i w 1939 zastępcą kierownika, następnie do 1946 kierownikiem Wydziału Rolnego KC KP(b)U. Od 1946 do marca 1947 był II sekretarzem Komitetu Obwodowego KP(b)U w Mikołajowie, od marca 1947 do stycznia 1949 przewodniczącym Komitetu Wykonawczego Mikołajowskiej Rady Obwodowej, później zastępcą pełnomocnika Ministra Zapasów ZSRR na Ukraińską SRR ds. kadr. 7 lutego 1939 został odznaczony Orderem „Znak Honoru”.